# Dead or Alive (singel)
Dead or Alive – debiutancki singel Johnny’ego Thundersa, promujący album So Alone wydany w 1978 przez firmę Real Records.

## Lista utworów
1. "Dead or Alive" (Johnny Thunders) – 3:13
2. "Downtown" (Johnny Thunders/David Johansen) – 3:13

## Skład
- Johnny Thunders – wokal, gitara
- Paul Gray – gitara basowa
- Steve Nicol – perkusja